# Branislav Taraškievič
Branislav Adamavič Taraškievič (bělorusky Браніслаў Адамавіч Тарашкевіч; 8. ledna 1892 Macjuliški u Vilna – 29. listopadu 1938 Minsk) byl běloruský jazykovědec a politik, autor první moderní běloruské gramatiky a pravopisu, který se po něm nazývá „taraškevica“ a stále se užívá v běloruském exilu.

## Život
Narodil se v malé vesnici asi 30 km východně od Vilna, tehdy v Ruské říši, dnes na litevsko-běloruské hranici. Školu navštěvoval ve Vilnu, od roku 1911 studoval na Petrohradské univerzitě jazyky. Z podnětu významného lingvisty Alexeje Alexandroviče Šachmatova se začal zabývat gramatikou běloruštiny, kterou pak také vydal jako učebnici.
Pracoval jako učitel, po Říjnové revoluci ředitel běloruského gymnázia ve Vilnu a patřil mezi představitele Svazu běloruských socialistů. Roku 1922 byl zvolen poslancem polského Sejmu, v letech 1925–1927 byl předsedou Svazu běloruských rolníků a dělníků a vstoupil do Komunistické strany Běloruska. Ta byla polskou vládou zakázána a Taraškievič dvakrát zatčen. Ve vězení přeložil Homérovu „Iliadu“ a román „Pan Tadeusz“ A. Mickiewicze. Roku 1933 byl polskou vládou vyměněn za běloruského novináře a spisovatele F. Alachnoviče a protože se nesměl usadit v Minsku, žil v Moskvě. Tam byl roku 1937 v rámci stalinského teroru zatčen a o rok později v Minsku zastřelen.
Běloruský pravopis a gramatika se za sovětské vlády přizpůsobily ruštině, takže Taraškevičova gramatika se užívá jen v exilu.